# Teoría de señales

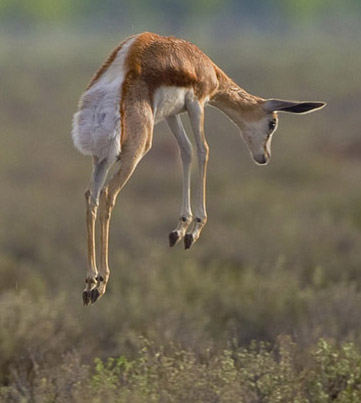
Un springbok o gacela saltarina (Antidorcas marsupialis) puede hacer una señal honesta a depredadores como los guepardos para indicar que es un individuo ágil y rápido, y por tanto no valdría la pena perseguirlo.

En biología evolutiva, la teoría de señales o de señalización es un cuerpo de trabajo teórico que examina la comunicación entre individuos. La cuestión central se presenta cuando se debe esperar que los organismos con intereses en conflicto se comuniquen con honestidad (considerando que no hay una intención consciente) en lugar de deshonestamente. Los modelos matemáticos en los que los organismos señalan su condición a otros individuos como parte de una estrategia evolutivamente estable son importantes para la investigación en este campo.
Las señales se dan en contextos tales como la selección de pareja por las hembras, lo cual somete a las señales de los machos a presión selectiva. Las señales evolucionan porque modifican el comportamiento del receptor para beneficiar al comunicador. Las señales pueden ser honestas, transmitiendo información que aumenta de manera la aptitud del receptor, o deshonestas. Un individuo puede engañar a otro al hacer una señal deshonesta, lo que podría beneficiar brevemente al comunicador, con el riesgo de socavar el sistema de señalización para toda la población.
La cuestión acerca de si la selección de señales funciona a nivel de un organismo o gen individual o a nivel grupal ha sido objeto de debate por biólogos como Richard Dawkins, con el argumento de que los individuos evolucionan para señalar y para recibir señales mejor, incluyendo la resistencia a la manipulación. Amotz Zahavi sugirió que el engaño podría ser controlado por el principio del handicap, donde el mejor caballo en una carrera de handicap es el que lleva el mayor peso. Según la teoría de Zahavi, comunicadores como los pavos reales macho tienen 'colas' que son genuinamente desventajosas, dado que son costosas de producir. Este sistema es evolutivamente estable puesto que las grandes colas vistosas son señales honestas. Los biólogos han intentado verificar el principio del handicap, con resultados no concluyentes. El biólogo matemático Ronald Fisher analizó la contribución de que tener dos copias de cada gen (diploidía) produciría señalización honesta, lo que demuestra que podría ocurrir un efecto de desenfreno en la selección sexual, dependiendo de la sensibilidad en el balance de costos y beneficios.
Se puede esperar que los mismos mecanismos apliquen para los seres humanos, los investigadores han estudiado conductas que incluyen la actitud arriesgada de los hombres jóvenes, la caza de grandes animales y costosos rituales religiosos, encontrando que todos estos comportamientos parecen calificar como señales honestas costosas.

## Selección sexual
Cuando los animales eligen compañeros, rasgos como la señalización están sujetos a presión evolutiva. Por ejemplo, el macho de la rana arbórea gris, Hyla versicolor, produce una llamada a atraer a las hembras. Una vez que una hembra elige a un compañero, selecciona un estilo específico de vocalización masculina, propagando así una capacidad de señalización específica. La señal puede ser la llamada en sí, la intensidad de una llamada, su estilo particular, su tasa de repetición, y así sucesivamente. Varias hipótesis tratan de explicar por qué las hembras seleccionan una llamada en lugar de otra. La hipótesis de la explotación sensorial propone que las preferencias preexistentes en los receptores femeninos pueden conducir a la evolución e innovación de la señal en los remitentes masculinos, de una manera similar a la hipótesis de la preferencia oculta, que propone que las llamadas exitosas son más capaces de coincidir con alguna 'preferencia oculta' de la hembra.

## Señales honestas

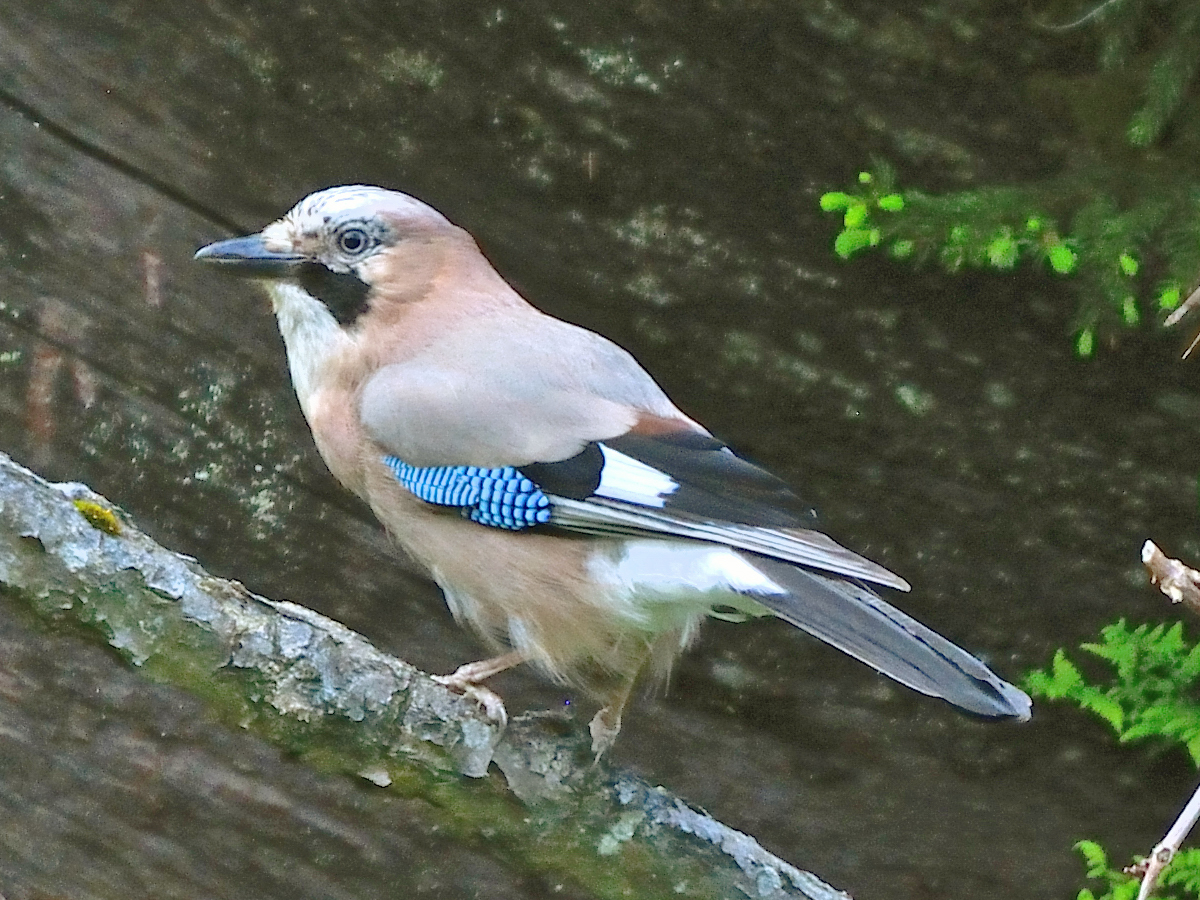
El arrendajo, Garrulus glandarius, proporciona señales honestas – fuertes llamadas de alerta – desde su posición en lo alto de los árboles si detecta a un depredador.

Biológicamente las señales son rasgos, incluyendo las estructuras y comportamientos que se han desarrollado de manera específica dado que cambian el comportamiento de los receptores de manera que beneficien al emisor. A los rasgos o acciones que benefician exclusivamente al receptor se les llama pistas. Cuando un ave da deliberadamente una llamada de advertencia a un depredador al acecho y el depredador renuncia a la caza, el sonido es una señal. Cuando un ave que se está alimentando e inadvertidamente hace un crujido en las hojas que atrae depredadores y aumenta el riesgo de depredación, este crujido sería considerado una 'pista'.
Los sistemas de señalización están determinados por intereses mutuos entre emisores y receptores. Un ave de alerta tal como el arrendajo disuadiendo a un depredador al acecho le comunica algo útil al depredador: que ha sido detectado por la presa y que bien podría dejar de perder su tiempo acechando a esta presa en estado de alerta y poco probable de atrapar. Cuando el depredador se da por vencido, el emisor puede volver a otras tareas como la alimentación. Una vez que se detecta al depredador al acecho, tanto la presa emisora como el depredador receptor tienen un interés mutuo abandonar la caza.
Dentro de las especies, los intereses mutuos aumentan con el parentesco. El parentesco es fundamental para los modelos de señalización entre familiares, por ejemplo, cuando las crías de las aves anidadas piden y compiten por la comida de sus padres.
El concepto de honestidad en la comunicación animal es polémico ya que es difícil determinar la intención y el uso como un criterios para distinguir un engaño de la honestidad, tal como lo hacemos en las interacciones humanas. Los biólogos utilizan la frase "señales honestas" en un sentido estadístico. Las señales biológicas como las llamadas de advertencia o resplandecientes plumas traseras son honestas si se correlacionan con una utilidad para el receptor, es decir, el rasgo de la señal está correlacionado con un valor no observable para el receptor. Las señales biológicas honestas no deben ser perfectamente informativas y reducir la incertidumbre a cero; para ser útiles únicamente deben ser correctas "en promedio". En definitiva, el valor de la información de la señal depende de la medida en que le permite al receptor aumentar su aptitud. Por tanto, las señales 'honestas' son evolutivamente estables..

## Señales deshonestas

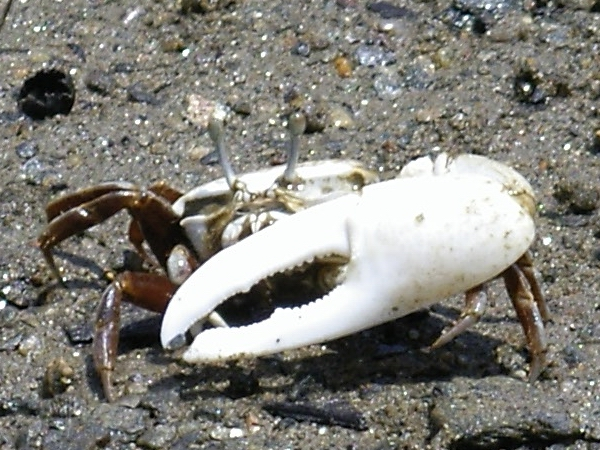
Los cangrejos violinistas machos señalizan con sus grandes tenazas; las tenazas débiles que han vuelto a crecer pueden ser señales deshonestas.

Debido a que hay tanto intereses mutuos como en conflicto en la mayoría de los sistemas de señalización animal, un problema central de la teoría de señales es la deshonestidad o el engaño. Por ejemplo, si las aves que se alimentan están más seguras cuando dan una llamada de advertencia, podrían ocurrir falsas alarmas al azar incluso si hay un depredador cerca. Pero demasiados engaños podrían hacer que el sistema de señalización se colapse. Cada señal deshonesta debilita la integridad del sistema de señalización, reduciendo la aptitud del grupo. Un ejemplo de señalización deshonesta proviene de cangrejos violinistas como Uca mjoebergi, en los que se ha demostrado que fingen (sin intención consciente implícita) acerca de su capacidad de lucha. En algunas ocasiones cuando un cangrejo pierde una tenaza, regenerará una tenaza más débil que sin embargo intimida a otros cangrejos con tenazas más pequeñas pero más fuertes. La proporción de señales deshonestas es lo suficientemente baja como para que no valga la pena poner a prueba la honestidad de todas las señales a través del combate.
En 1978, Richard Dawkins y John Krebs consideraron si los individuos de la misma especie actuarían como si trataran de engañarse entre ellos. Aplicaron una hipótesis evolutiva del "gen egoísta" a las muestras de amenaza de los animales para verificar si la emisión de señales deshonestas era la mejor vía de acción para propagar los genes individuales. Criticaron a etólogos anteriores como Nikolaas Tinbergen y Desmond Morris por sugerir que dichos comportamientos ocurrían "por el bien de la especie". Argumentaron que dicha comunicación debía ser vista como una carrera armamentística evolutiva en la que los emisores evolucionan para manipular mejor a los receptores, mientras que los receptores evolucionan para ser más resistentes a la manipulación. El modelo de juego teórico de guerra de desgaste sugiere también que las muestras de amenaza no deberían transmitir ninguna información confiable acerca de las intenciones del individuo.

## La metáfora del handicap deportivo

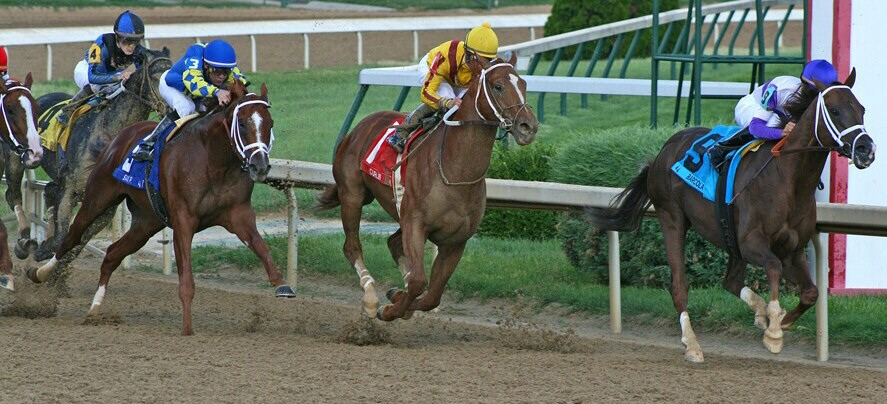
Los mejores caballos en una carrera de handicap llevan más peso, entonces el tamaño del sobrepeso es una medida de la calidad del animal.

En 1975, Amotz Zahavi propuso un modelo verbal de cómo los costos de señalización podrían limitar las trampas y estabilizar una correlación "honesta" entre las señales observadas y las cualidades no observables, basado en una analogía con los sistemas de handicap deportivo. Llamó a esta idea principio del handicap. El propósito de un sistema de handicap deportivo es reducir las disparidades en el rendimiento de los participantes, haciendo al certamen más competitivo. En una carrera de handicap de caballos, los caballos intrínsecamente más rápidos llevan más sobrepeso bajo sus sillas de montar. Del mismo modo, en el golf amateur, los mejores golfistas tienen menos golpes restados a sus puntajes brutos. Esto crea correlaciones entre el rendimiento con y sin handicap, y cuando el sistema funciona correctamente, entre el handicap y el rendimiento del competidor con handicap. Si uno no supiera nada acerca de dos caballos de carreras o dos golfistas aficionados más que sus handicaps, uno podría inferir quién tiene más probabilidades de ganar: el caballo con el handicap de sobrepeso más grande y el golfista con el handicap de golpes más pequeño. Por analogía, si la 'cola' del pavo real (grandes plumas encubiertas de la cola) actúa como un sistema de handicap, y una hembra no supiera nada acerca de dos pavos reales más que los tamaños de sus colas, podría "inferir" que el pavo real con la cola más grande tiene mayor valor intrínseco no observable. Los costos de exhibición pueden incluir costos sociales extrínsecos en forma de pruebas y castigos por sus rivales, así como costos intrínsecos de producción. Otro ejemplo mencionado en libros de texto es el extinto alce irlandés, Megaloceros giganteus. Las enormes astas del alce irlandés macho quizás podrían haber evolucionado como una muestra de la capacidad del individuo para superar el handicap, aunque los biólogos señalan que si el handicap es hereditario, sus genes no debería ser seleccionados sexualmente.

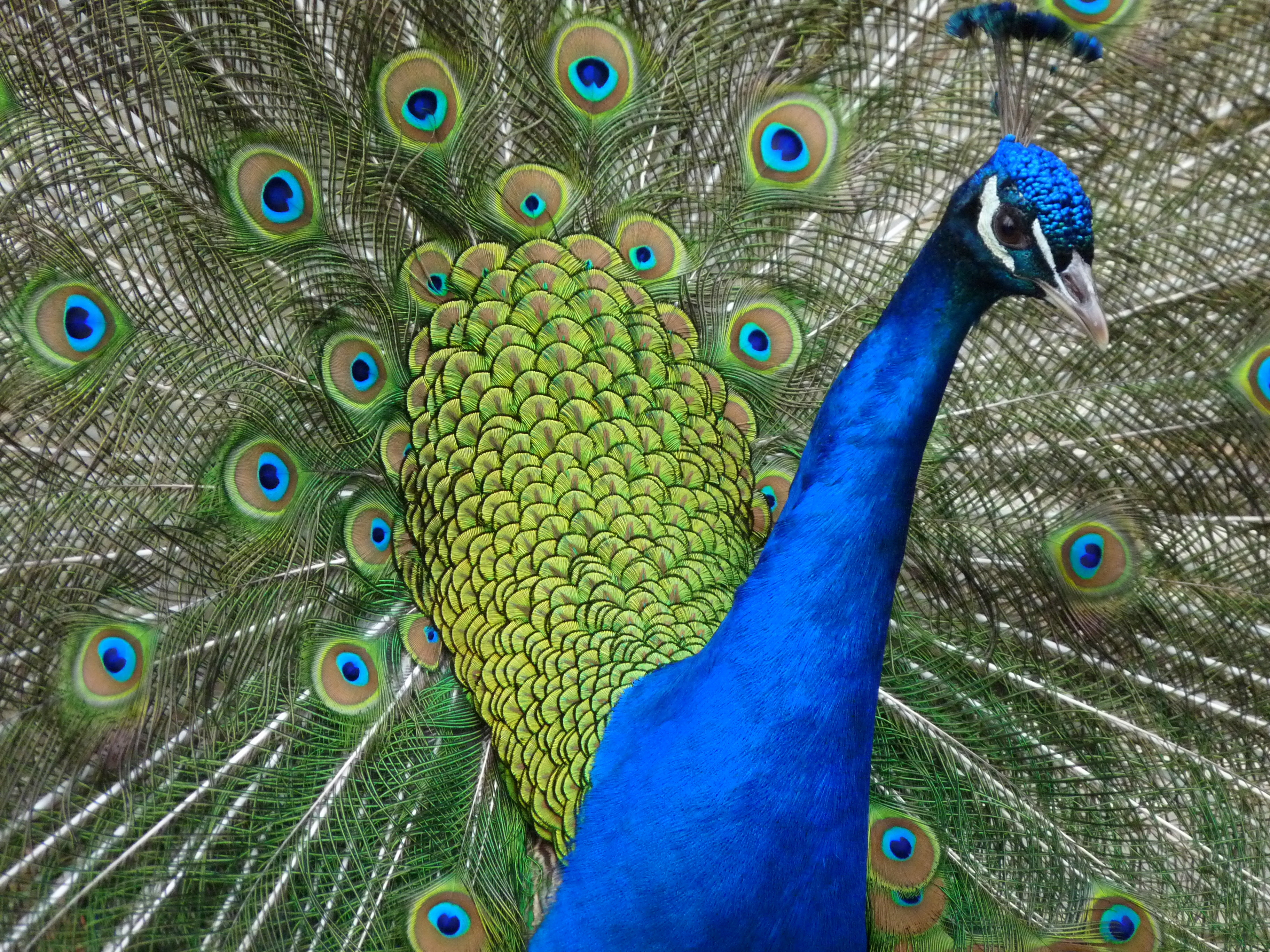
El pavo real común hace señales para demostrar su aptitud reproductiva con su gran y colorida cola, posiblemente porque es un handicap.

La idea esencial es intuitiva y probablemente califica como sabiduría popular. Fue articulada por Kurt Vonnegut en su cuento corto de 1961 Harrison Bergeron. En la distopía futurista de Vonnegut, la directora general de Impedidos utiliza una variedad de mecanismos de handicap para reducir las desigualdades en el rendimiento. Un espectador en un ballet comenta: "era fácil ver que ella era la más fuerte y grácil de todos los bailarines porque sus bolsas de handicap eran tan grandes como los que usan los hombres de cien kilos." Zahavi interpretó esta analogía en el sentido de que los pavos reales de mayor calidad con colas más grandes están dando señales de su capacidad de "perder" más de algún recurso intercambiándolo por una cola más grande. Esto resuena con la idea de Thorstein Veblen estableciendo que el consumo ostentoso y los símbolos de estatus extravagantes pueden ser señal de riqueza.

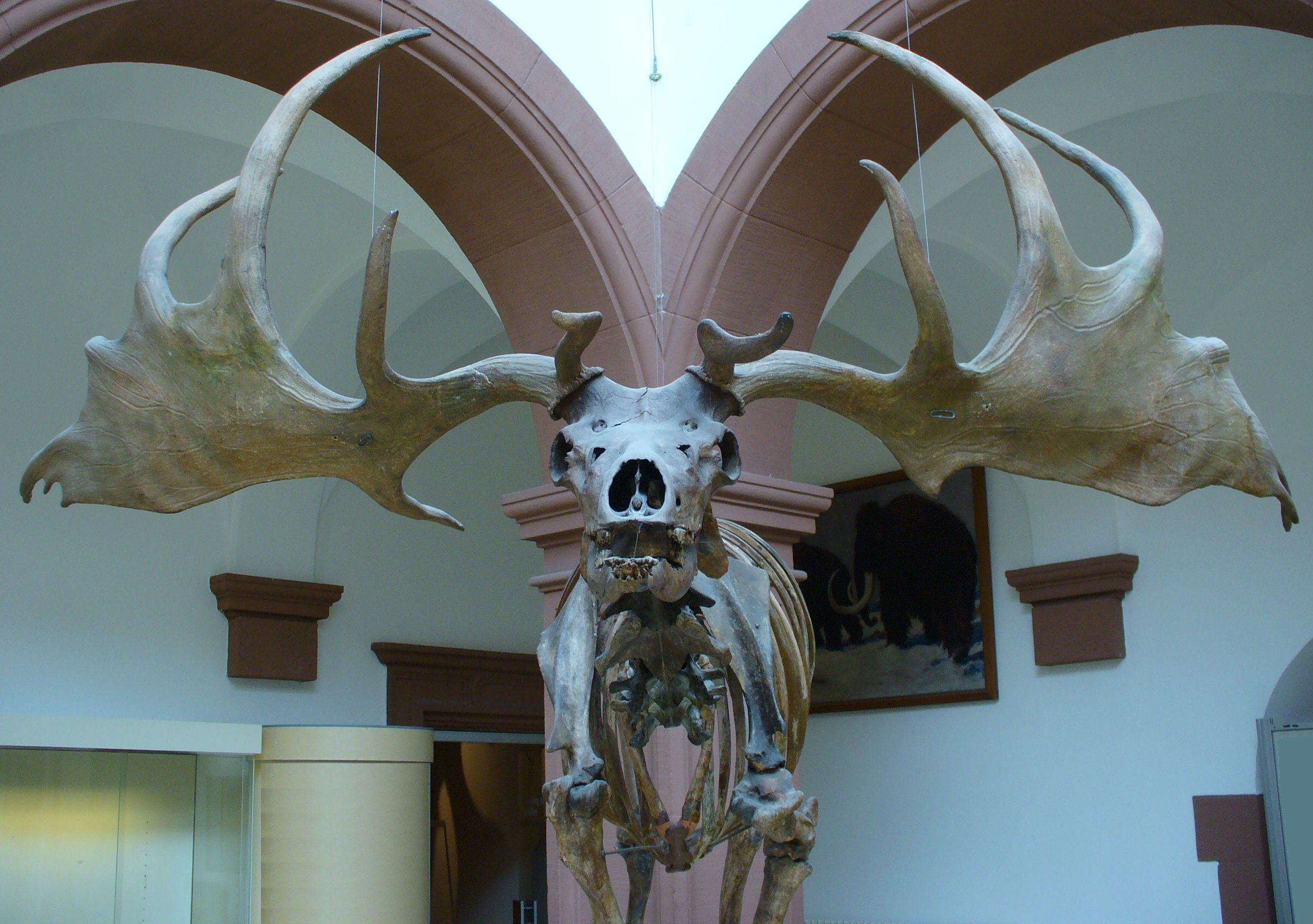
Las enormes astas del extinto alce irlandés (Megaloceros giganteus) pudieron haber evolucionado como una muestra de la capacidad del individuo para superar handicaps.

Las conclusiones de Zahavi yacen en la interpretación verbal de una metáfora, y en un principio el principio de handicap no fue bien recibido por los biólogos evolutivos.  Sin embargo, en 1984, Nur y Hasson utilizaron las teorías de la historia de la vida para demostrar que las diferencias en los costos de señalización, en forma de compensaciones supervivencia-reproducción, podrían estabilizar un sistema de señalización aproximadamente como lo había imaginado Zahavi. Modelos genéticos también sugirieron que esto era posible. En 1990, Alan Grafen demostró que un sistema de señalización parecido al handicap sería evolutivamente estable si los emisores de mayor calidad pagan menores costos marginales de supervivencia para producir sus señales.
En 1982, W.D. Hamilton propuso un mecanismo de handicap específico pero ampliamente aplicable, la selección sexual mediada por parásitos. Argumentó que en la carrera coevolutiva sin fin entre los hospederos y sus parásitos, las señales seleccionadas sexualmente indican salud. Esta idea se puso a prueba en 1994 en la golondrina común, una especie en la cual los machos tienen colas elongadas. Møller encontró que los machos con colas más largas y su descendencia tenían un menor número de ácaros chupadores de sangre, mientras que los jóvenes criados en cautiverio no. Por tanto, el efecto era genético, lo que confirmó la teoría de Hamilton.
Otro ejemplo es la hipótesis de Lozano de que los carotenoides tienen una doble función, pero incompatibles entre sí, en la función inmune y la señalización. Dado que los animales no pueden sintetizar carotenoides de novo, estos deben obtenerse de los alimentos. La hipótesis establece que los animales con señales sexuales dependientes de carotenoides están demostrando su capacidad de "gastar" carotenoides en señales sexuales a expensas de su sistema inmunológico.
Ha sido difícil de probar de manera empírica el principio de handicap, en parte debido a interpretaciones inconsistentes de la metáfora de Zahavi y del modelo de aptitud marginal de Grafen, y en parte debido a los resultados empíricos contradictorios: en algunos estudios los individuos con las señales más grandes parecen pagar costos más altos y en otros estudios parecen estar pagando costos más bajos. Una posible explicación para los resultados empíricos inconsistentes está presente en una serie de artículos de Getty, que muestra que la prueba de Grafen del principio del handicap se basa en la fundamental consideración simplificadora de que los emisores compensan los gastos por beneficios de forma aditiva, de la misma manera en que los seres humanos invierten dinero para aumentar sus ingresos en la misma moneda. Sin embargo, la suposición de que los costos y los beneficios se compensan de forma aditiva no es válida para la compensación costo de supervivencia- beneficio reproductivo que se piensa regula la evolución de señales seleccionadas sexualmente. La aptitud depende de la producción de crías, que es una función multiplicativa del éxito reproductivo de un individuo dado que sigue vivo multiplicado por la probabilidad de que siga vivo dado que invirtió recursos en producir en señales.

## Señalización costosa y dinámica diploide de Fisher
El esfuerzo por descubrir cómo los costos pueden limitar una correlación "honesta" entre las señales observables y la calidad no observable dentro de los emisores se basa en modelos estratégicos de juegos de señalización con muchos supuestos simplificadores. Estos modelos se aplican más a menudo a la señalización de selección sexual en los animales diploides, pero rara vez incorporan un hecho acerca de la reproducción sexual diploide señalado por el biólogo matemático Ronald Fisher en el siglo xx: si hay "genes de preferencia" correlacionados con la selectividad de las hembras así como "genes de señal" correlacionados con los rasgos de exhibicionismo en los machos, las hembras más selectivas deberían tender a aparearse con los machos más vistosos. A lo largo de varias generaciones, los descendientes machos más vistosos también deberían portar los genes asociados a las hembras más selectivas y las selectivas descendientes hembras también deberían portar los genes asociados a los machos más vistosos. Esto podría causar la dinámica evolutiva conocida como fugitivo de Fisher, en la que los machos se vuelven cada vez más vistosos. Russell Lande exploró esto con un modelo genético cuantitativo, demostrando que la dinámica diploide de Fisher era sensible a los costos de señalización y búsqueda. Otros modelos incorporan tanto señales costosas como fugitivos fisherianos. Estos modelos muestran que si la aptitud depende tanto de la supervivencia como de la reproducción, tener hijos atractivos e hijas exigentes (en el modelo estereotípico) puede ser adaptativo, aumentando la aptitud tanto como tener hijos e hijas saludables.

## Ejemplos

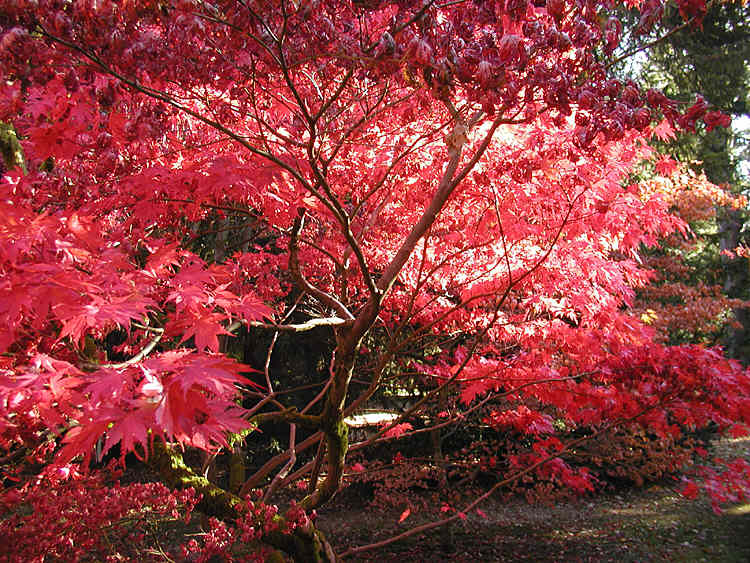
Una teoría involucra a los colores otoñales como señales de los árboles hacia los áfidos acerca de sus poderosas defensas químicas.

Sam Brown, W. D. Hamilton y Marco Archetti propusieron que el color de las hojas de otoño es una señal de los árboles hacia los áfidos y otras especies de plagas que migran en otoño hacia los árboles. En su teoría, una brillante coloración de otoño con tonos rosas y amarillos es costosa para los árboles dado que se requiere energía para sintetizar estos pigmentos, sin embargo, esta inversión puede ayudar a reducir su carga parasitaria.
Otro ejemplo de señalización citado comúnmente son los saltos de la gacela de Thomson: las gacelas saltan cerca del depredador en lugar de escapar, en lo que podría ser una señal de fortaleza.

## Señales honestas en seres humanos
El comportamiento humano también puede proporcionar ejemplos de señales costosas. En general, estas señales proveen información acerca de la calidad fenotípica de una persona o de sus tendencias cooperativas. Se ha encontrado evidencia de señalización costosa en muchos ámbitos de la interacción humana, incluyendo la toma de riesgos, la caza y la religión, que se discuten a detalle a continuación.

### Señales costosas en seres humanos

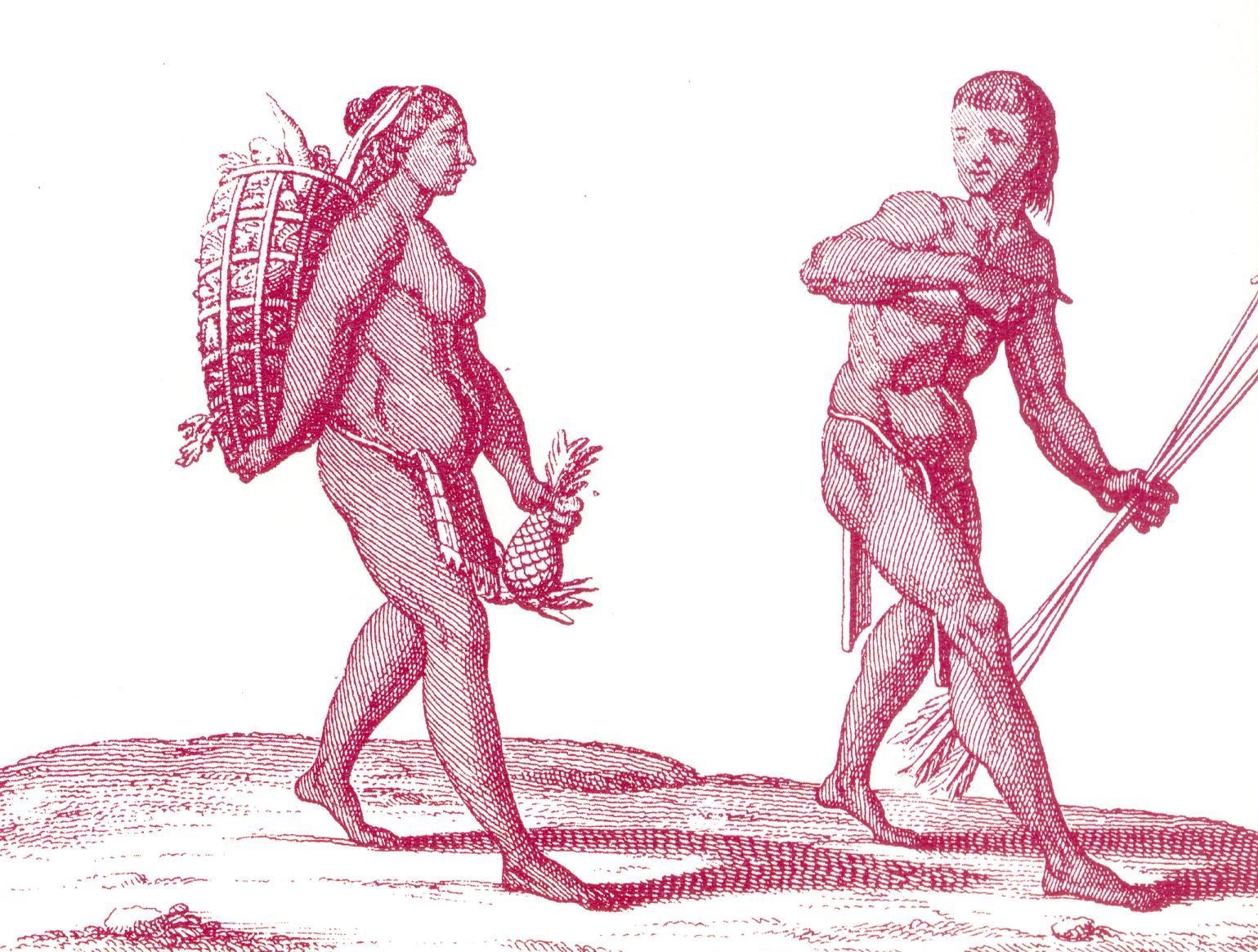
Un cazador y una recolectora del pueblo kali'na de Guyana, dibujados por Pierre Barrère en 1743. El intercambio generoso por parte de los cazadores puede fungir como una "señal costosa", ayudándoles a encontrar parejas.

Se ha estudiado ampliamente la caza de grandes animales como una señal de la voluntad de los hombres a afrontar riesgos físicos, así como para demostrar fuerza y coordinación. La teoría de señales costosas es una herramienta útil para comprender el intercambio de alimentos entre los cazadores-recolectores, ya que se puede aplicar en situaciones en las que la reciprocidad retrasada no es una explicación viable. Las situaciones que son particularmente inconsistentes con la hipótesis de reciprocidad retrasada son aquellas en las que un cazador comparte su premio indiscriminadamente con todos los miembros de un gran grupo. En estas circunstancias, los individuos que están compartiendo el alimento no tienen ningún control sobre si les será correspondida su generosidad, y volverse polizones se convierte en una estrategia atractiva para quienes reciben el alimento. Los polizones son personas que disfrutan de los beneficios de la comunidad sin contribuir a su mantenimiento. Afortunadamente, la teoría de señales costosas puede llenar algunos de las lagunas dejadas por la hipótesis de la reciprocidad retrasada. Hawkes ha sugerido que los hombres se enfocan a las grandes presas y comparten la carne públicamente para llamar la atención social o para alardear. Dicha exhibición y la atención favorable resultante puede mejorar la reputación de un cazador proporcionando información acerca de su calidad fenotípica. Los emisores de alta calidad tienen más éxito en la adquisición de parejas y aliados. Por lo tanto, la teoría de la señalización costosa puede explicar el comportamiento aparentemente pródigo o altruista.
Para ser eficaces, las señales costosas deben cumplir criterios específicos. En primer lugar, los emisores deben incurrir en diferentes niveles de costo y beneficio para cada comportamiento de señalización. En segundo lugar, los costos y beneficios deben reflejar la calidad fenotípica los emisores. En tercer lugar, la información proporcionada por una señal debe ser dirigida y accesible a un público. Un receptor puede ser cualquier persona que se beneficie con la información que el emisor está enviando, como posibles parejas, aliados o competidores. La honestidad está garantizada cuando solo los individuos de alta calidad pueden pagar los (altos) costos de señalización. Por tanto, la señalización honesta hace imposible que los individuos de baja calidad finjan una señal y engañen a un receptor.
Bliege Bird et ál. observaron los patrones de caza de tortugas y pesca submarina en una comunidad meriam en el Estrecho de Torres de Australia, publicando sus resultados en 2001. En este caso, solo algunos hombres meriam fueron capaces de acumular altas ganancias calóricas en relación con la cantidad de tiempo dedicado a la caza de tortugas o pesca submarina (alcanzando un umbral medido en kcal/h). Dado que la pesca diaria se trae a casa cargándola con las manos y las tortugas se sirven frecuentemente en grandes festines, los miembros de la comunidad saben qué hombres son los más fiables para traer carne de tortuga y pescados. Por lo tanto, la caza de tortugas califica como una señal costosa. Por otra parte, la caza de tortugas y la pesca submarina en realidad son menos productivos (en kcal/h) que la recolección de otros mariscos, donde el éxito depende únicamente de la cantidad de tiempo dedicado a la búsqueda, por lo que la recolección de almejas u otros mariscos es una mala señal de destreza o fuerza. Esto sugiere que las ganancias energéticas no son la razón primaria por la que los hombres participan en la caza de tortugas y la pesca submarina. Un estudio de seguimiento encontró que los cazadores exitosos disfrutan de mayores beneficios sociales y mayor éxito reproductivo que los cazadores menos habilidosos.
El pueblo hadza de Tanzania también comparte comida, posiblemente para ganar reputación. Los cazadores no pueden estar compartiendo carne principalmente porque deben proveer para sus familias o deben obtener beneficios recíprocos, sin embargo, los adolescentes suelen regalar su carne a pesar de que aún no tienen esposas o hijos, por lo que la explicación más probable es que sea una señal costosa de sus cualidades. Estas cualidades incluyen una buena vista, coordinación, fuerza, conocimiento, resistencia, o valentía. Los cazadores hadza se emparejan más a menudo con esposas y trabajadoras altamente fértiles que los individuos no cazadores. Una mujer se beneficia de la reproducción con un hombre que posee tales cualidades en vista de que lo más probable es que sus hijos hereden estas cualidades que aumentan la aptitud y supervivencia. También puede beneficiarse del estatus social alto de su marido. Por lo tanto, la caza es una señal honesta y costosa de calidad fenotípica.
Entre los hombres de atolón de Ifaluk, la teoría de señales costosas también puede explicar por qué los hombres pescan con antorcha. La pesca con antorcha es un método pesquero ritualizado en Ifaluk en el cual los hombres utilizan antorchas hechas a partir cáscaras de coco secas para capturar grandes atunes. La preparación para la pesca con antorcha requiere considerables inversiones de tiempo e implica una gran cantidad de organización. Debido al tiempo y los costos energéticos de preparación, la pesca con antorcha resulta en una pérdida calórica neta para los cazadores. Por tanto, la pesca con antorcha es un handicap que sirve para señalar la productividad de los hombres. La pesca con antorcha es la ocupación pesquera más publicitada en Ifaluk. Las mujeres y los demás por lo general pasan el tiempo observando las canoas que navegan más allá del arrecife. Además, los rituales locales ayudan a difundir información acerca de los pescadores exitosos y mejorar la reputación de los pescadores durante la temporada de pesca con antorcha. Varias limitaciones conductuales y dietéticos distinguen claramente a los pescadores con antorcha de los demás hombres. En primer lugar, los hombres solo pueden realizar pesca con antorcha si participaron en el primer día de la temporada de pesca. La comunidad está bien informada en cuanto a quién participó en este día, y puede identificar fácilmente a los pescadores con antorcha. En segundo lugar, los pescadores con antorcha reciben todos sus alimentos en la casa de canoas y se les prohíbe comer ciertos alimentos. La gente discute con frecuencia las cualidades de los pescadores con antorcha. En Ifaluk, las mujeres afirman que buscan compañeros que trabajen duro. Con la distintiva división sexual del trabajo en Ifaluk, la laboriosidad es una característica muy valorada en los hombres. En consecuencia, la pesca con antorcha ofrece a las mujeres información fiable sobre la ética de trabajo de sus posibles parejas, lo que hace a la pesca una señal costosa honesta.
En muchos casos con seres humanos, una sólida reputación construida a través de la señalización costosa mejora la condición social del hombre por encima de los hombres que hacen señales con menos éxito. Entre los grupos de recolectores del norte del Kalahari los cazadores tradicionales suelen capturar un máximo de dos o tres antílopes por año. Se decía acerca de un cazador particularmente exitoso:
"Se decía de él que nunca regresaba de una cacería sin haber matado al menos a un ñu, si no algo más grande. Por lo tanto las personas vinculadas a él comían una gran cantidad de carne y su popularidad creció."
Aunque este cazador estaba compartiendo la carne, no lo hacía en el marco de la reciprocidad. El modelo general de la señalización costosa no es recíproco; más bien, los individuos que comparten adquieren más parejas y aliados. La señalización costosa se aplica a situaciones en los grupos recolectores del Kalahari donde los regalos o caridad a menudo están dirigidos a destinatarios que tienen poco que ofrecer a cambio. Un joven cazador está motivado por impresionar a los miembros de la comunidad con hijas para obtener su primera esposa. Los cazadores mayores pueden desear atraer a las mujeres interesadas en una relación extramarital o en convertirse en otra esposa. En estos grupos del norte del Kalahari, la muerte de un animal grande indica que un hombre ha dominado el arte de la caza y puede mantener a una familia. Por lo general, muchas mujeres buscan un hombre que sea un buen cazador, tenga un carácter agradable, sea generoso, y tenga vínculos sociales ventajosos. Dado que la habilidad en la cacería es un requisito previo para el matrimonio, los hombres que son buenos cazadores entran al mercado marital más temprano. La teoría de señales costosas explica las muestras de recolección aparentemente derrochadoras.

### El riesgo físico como señal costosa

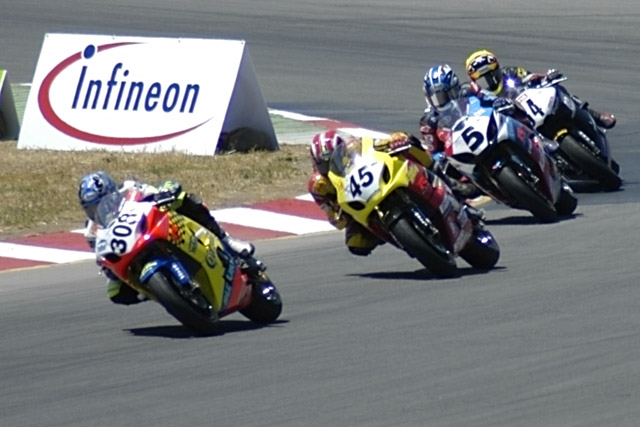
Es posible que los hombres jóvenes participen en deportes riesgosos como el motociclismo para demostrar su fuerza y habilidades.

La señalización costosa se puede aplicar a situaciones que implican un esfuerzo físico y el riesgo de lesiones físicas o la muerte. La investigación sobre la toma de riesgos físicos es importante porque la información con respecto a por qué las personas, especialmente los hombres jóvenes, participan en actividades de alto riesgo puede ayudar en el desarrollo de programas de prevención. La conducción temeraria es un problema letal entre los hombres jóvenes en las sociedades occidentales. Un hombre que asume un riesgo físico está enviando el mensaje de que tiene la suficiente fuerza y habilidad para sobrevivir actividades extremadamente peligrosas. Esta señal está dirigida a sus compañeros y parejas potenciales.
En un estudio acerca de la toma de riesgos, algunos tipos de riesgo como el riesgo físico o una acción heroica para el beneficio de otros son vistos de manera más favorable que otros tipos de riesgo, como el consumo de drogas. Los hombres y las mujeres valoraron diferentes grados de riesgo heroico para sus parejas y para sus amigos del mismo sexo. Los hombres valoraron la toma de riesgos heroicos en sus amigos varones, pero lo prefirieron menos en parejas femeninas. Las mujeres valoraron la toma de riesgos heroicos en sus parejas masculinas y lo prefirieron menos en sus amigas. Las mujeres pueden ser atraídas por los hombres inclinados a defenderlas y a sus hijos físicamente. Los hombres prefirieron la toma de riesgos heroicos por sus amigos varones dado que podrían ser buenos aliados.
En las sociedades occidentales la donación voluntaria de sangre es una forma más común pero menos extrema de toma de riesgos. Los costos asociados con estas donaciones incluyen el dolor y el riesgo de infección. Si la donación de sangre es una oportunidad para enviar señales costosas, entonces los donadores serán percibidos por otros como generosos y físicamente saludables. En una encuesta, tanto los donadores como los no donadores expresaron su percepción de la salud, la generosidad y la capacidad de los donadores de sangre para operar en situaciones de estrés.

### La religión como señal costosa

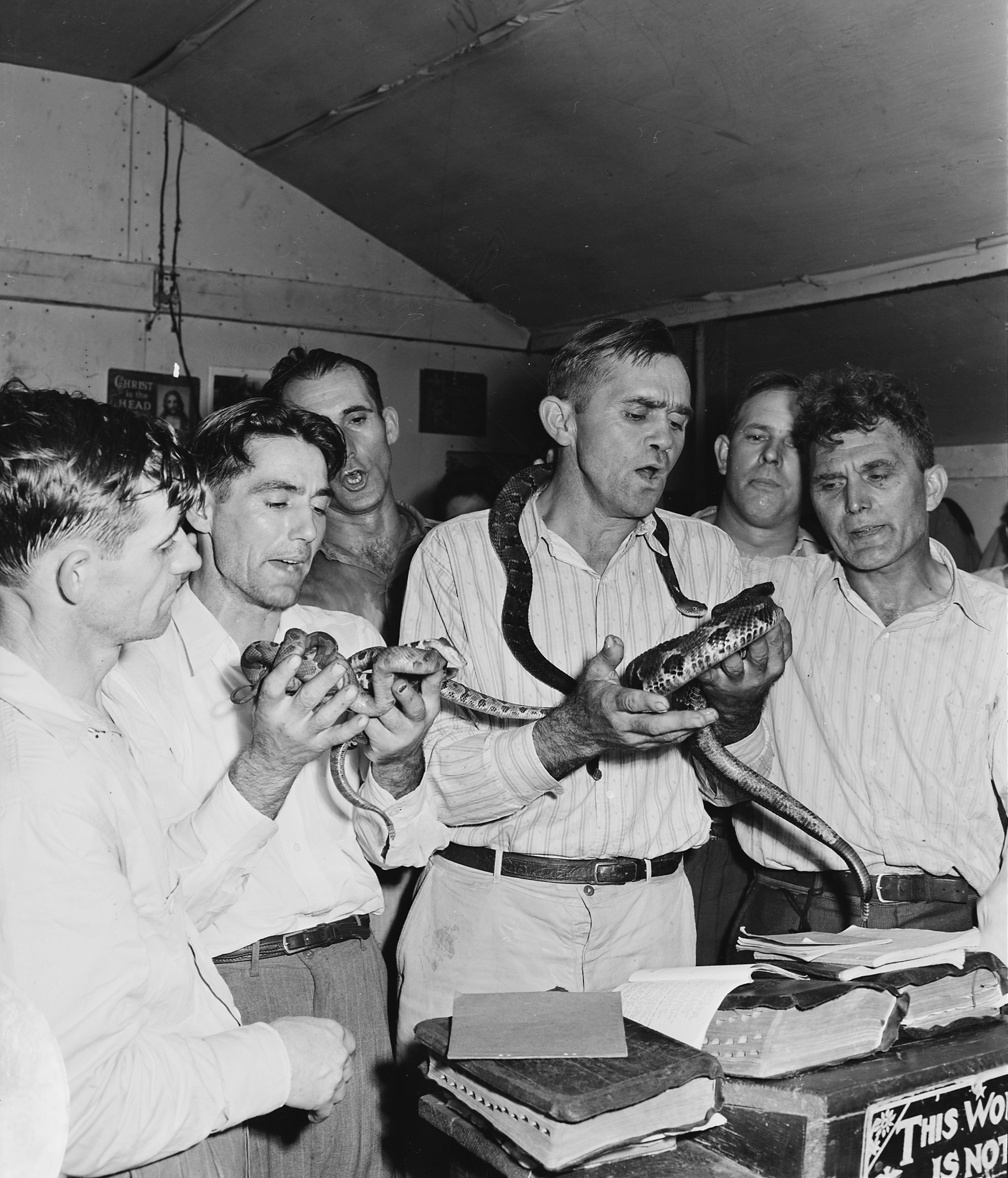
Los rituales religiosos como la manipulación de serpientes pueden explicarse como señales costosas.

Los rituales religiosos costosos como la circuncisión masculina, la privación de alimentos o agua y la manipulación de serpientes parecen paradójicas en términos evolutivos. Las devotas creencias religiosas donde se practican tales tradiciones podrían parecer desadaptativas. La religión puede haber surgido para aumentar y mantener la cooperación dentro del grupo. La cooperación conduce a comportamientos altruistas, y la señalización costosa podría explicar este fenómeno. Todas las religiones pueden implicar costosos y elaborados rituales, ejecutados públicamente, para demostrar la lealtad al grupo religioso. De esta manera, los miembros del grupo aumentan su lealtad al grupo señalizando su total interés en satisfacer las necesidades grupales. Sin embargo, a medida que aumenta el tamaño del grupo de personas, crece la amenaza de los polizones. La teoría de señales costosas explica esto proponiendo que estos rituales religiosos lo suficientemente costosos para disuadir a los polizones.
Irons propuso que la teoría de la señalización costosa podría explicar el comportamiento religioso costoso. Argumentó que las muestras religiosas difíciles de falsificar aumentaban la confianza y solidaridad en una comunidad, produciendo beneficios emocionales y económicos. Demostró que las señales de exhibicionismo entre los turcomanos Yomut del norte de Irán ayudaban a asegurar los acuerdos comerciales. Estas exhibiciones "ostentosas" señalizaban el compromiso con el islam a los extranjeros y a los miembros del grupo. Sosis demostró que la gente en las comunidades religiosas tienen cuatro veces más probabilidades de vivir más que sus contrapartes seculares, y que esas vidas más longevas tienen una correlación positiva con el número de requisitos costosos que exigían los miembros de la comunidad religiosa. Sin embargo, es posible que no se hayan excluido los factores de confusión. Iannaccone estudió los efectos de las señales costosas en comunidades religiosas. En una encuesta que él mismo reportó, a medida que aumentaba el rigor de una iglesia, la asistencia y las contribuciones a esa iglesia aumentaron de manera proporcional. En efecto, las personas estaban más dispuestas a participar en una iglesia que tiene exigencias más estrictas para sus miembros.
A pesar del apoyo experimental para esta hipótesis, sigue siendo fuente de controversia. Una crítica común es que la devoción es fácil de falsificar, por ejemplo, simplemente por asistir a un evento religioso. Sin embargo, la hipótesis predice que las personas son más propensas a unirse y contribuir a un grupo religioso cuando sus rituales son costosos. Otra crítica se pregunta específicamente: ¿Por qué la religión? No hay ninguna ventaja evolutiva para la evolución de la religión sobre otras señales de compromiso tales como la nacionalidad, como admite Irons. Sin embargo, el refuerzo de los ritos religiosos, así como el sistema de recompensa y castigo intrínseco inherentes hace a la religión un candidato ideal para el aumento de la cooperación dentro del grupo. Por último, no hay pruebas suficientes para afirmar que hay aumento en la aptitud como resultado de la cooperación religiosa. No obstante, Sosis argumenta a favor de los beneficios de la religión misma, tales como el aumento de la longevidad, la mejora en la salud, la solidaridad durante las crisis y un mayor bienestar psicológico.